# Edward Maetze
Edward August Maetze (ur. 13 października 1891, zm. ?) – podpułkownik piechoty Wojska Polskiego.

## Życiorys
Urodził się 13 października 1891 jako syn Augusta. Do Wojska Polskiego został przyjęty z byłych Korpusów Wschodnich i byłej armii rosyjskiej z zatwierdzeniem posiadanego stopnia porucznika.
1 czerwca 1921 pełnił służbę w Dowództwie 2 Dywizji Piechoty Legionów, a jego oddziałem macierzystym był 4 Pułk Piechoty Legionów. 3 maja 1922 został zweryfikowany w stopniu kapitana ze starszeństwem z 1 czerwca 1919 i 1496. lokatą w korpusie oficerów piechoty, a jego oddziałem macierzystym był nadal 4 pp Leg. w Kielcach. Później został przeniesiony do 45 Pułku Piechoty Strzelców Kresowych w Równem. W latach 1923–1924 był przydzielony z 45 pp do Oddziału IV Sztabu Generalnego (służba transportowo-kolejowa). 18 lutego 1928 został mianowany majorem ze starszeństwem z 1 stycznia 1928 i 131. lokatą w korpusie oficerów piechoty. W kwietniu tego roku został wyznaczony w 71 Pułku Piechoty w Zambrowie na stanowisko dowódcy III batalionu. W lipcu 1929 został przeniesiony do 66 Pułku Piechoty w Chełmnie na stanowisko kwatermistrza. W marcu 1932 został przeniesiony do 36 Pułku Piechoty Legii Akademickiej w Warszawie na stanowisko dowódcy batalionu. W styczniu 1934 został przeniesiony do 80 Pułku Piechoty w Słonimie na stanowisko dowódcy batalionu. 27 czerwca 1935 został mianowany podpułkownikiem ze starszeństwem z 1 stycznia 1935 i 30. lokatą w korpusie oficerów piechoty. W lipcu tego roku został przeniesiony do 79 Pułku Piechoty w Słonimie na stanowisko zastępcy dowódcy pułku. Od czerwca 1936 do marca 1939 pełnił służbę w Sekretariacie Komitetu Obrony Rzeczypospolitej, w którym odpowiadał za sprawy ogólne i przemysłowe. Między innymi 12 listopada 1936 opracował referat „Tranzyt południowy – wnioski ogólne”. Przed II wojną światową był szefem Biura Wojskowego w Ministerstwie Przemysłu i Handlu.

## Ordery i odznaczenia
- Krzyż Walecznych (dwukrotnie)[20][21]
- Złoty Krzyż Zasługi (10 listopada 1928)[22][20]
- Medal Niepodległości (3 czerwca 1933)[23]